# Wladimiro De Liguoro
Wladimiro De Liguoro (11 de octubre de 1893 – 31 de agosto de 1968) fue un actor y director cinematográfico de nacionalidad italiana, activo en la época del cine mudo.

## Biografía
Nacido en Nápoles, Italia, era hijo del cineasta Giuseppe De Liguoro y hermano mayor de Eugenio De Liguoro. Tras graduarse en humanidades, se dedicó a la actuación cinematográfica en 1912, casi siempre bajo la dirección de su padre.
En el transcurso de su carrera fue también director, montador y director de fotografía. En todas sus películas mudas rodadas entre 1923 y 1928, De Liguoro dirigió a su esposa, Rina De Liguoro, con la que se había casado en 1918, y con la que tuvo una hija, Regana De Liguoro, también actriz.
Tras la llegada del cine sonoro, solamente dirigió dos películas, Il solitario della montagna (1931) y Undercover Woman (1938), film rodado en los Estados Unidos, producido por Metro Goldwyn Mayer y destinado al mercado español.
De nuevo en Italia junto a su esposa en 1939, abandonó el cine para dedicarse a la enseñanza de la interpretación. Wladimiro De Liguoro falleció en Roma, Italia, en 1968.

## Filmografía

### Actor
- La statua di carne, de Giuseppe De Liguoro (1912)
- Giuseppe Verdi nella vita e nella gloria, de Giuseppe De Liguoro (1913)
- L'appuntamento, de Giuseppe De Liguoro (1914)
- La danza del diavolo, de Giuseppe De Liguoro (1914)
- La coppa avvelenata, de Enrico Sangermano (1915)
- Patria mia!, de Giuseppe De Liguoro (1915)
- Rabagas, de Gaston Ravel (1922)

### Director
- L'ombra, la morte, l'uomo (1923)
- Bufera (1926)
- Quello che non muore (1926)
- La bella corsara (1928), director y guionista
- Il solitario della montagna (1931)

### Director de fotografía
- Il canto di Circe, de Giuseppe De Liguoro (1920)
- L'uomo della rosa, de Max Gallotti (1921)